# 1644 v. Chr.
Portal Geschichte | Portal Biografien | Aktuelle Ereignisse | Jahreskalender | Tagesartikel

◄ |
18. Jahrhundert v. Chr. |
17. Jahrhundert v. Chr. |
16. Jahrhundert v. Chr. |
►

1630er v. Chr. |
1620er v. Chr. |
►

1644 v. Chr. |
1643 v. Chr. |
1642 v. Chr. |
1641 v. Chr. |
► |
►►

## Ereignisse

### Babylonien
- Im babylonischen Kalender fiel das babylonische Neujahr des 1. Nisannu auf den 24.–25. März[1], der Vollmond im Nisannu auf den 6.–7. April[1], der 1. Ululu auf den 19.–20. August[1] und der 1. Tašritu auf den 18.–19. September[1].
- Mögliches 3. Regierungsjahr des Ammi-saduqa: „Venus geht am 29. Ululu unter und erscheint 16 Tage später wieder am 15. Tašritu“.
  - Venusuntergang am 16. September gegen 18:29 Uhr (29. Ululu: 16.–17. September); Sonnenuntergang gegen 18:07 Uhr.[1]
  - Venusaufgang am 3. Oktober (15. Tašritu: 2.–3. Oktober) gegen 5:44 Uhr; Sonnenaufgang gegen 6:00 Uhr.[1]